# Vytautas Gapšys
Vytautas Gapšys (ur. 25 stycznia 1982 w Kiejdanach) – litewski polityk, z wykształcenia prawnik, poseł na Sejm Republiki Litewskiej.

## Życiorys
W 2004 ukończył prawnicze studia licencjackie, w 2006 studia magisterskie na Uniwersytecie Michała Römera. Zaangażował się w działalność Partii Pracy, od 2004 był jej etatowym pracownikiem. Pełnił funkcję asystenta jej przewodniczącego Viktora Uspaskicha, referenta ds. Unii Europejskiej, przedstawiciela we władzach Europejskiej Partii Demokratycznej. W latach 2003–2005 przewodniczył organizacji młodzieżowej, następnie powoływany na wiceprzewodniczącego i pierwszego wiceprzewodniczącego Partii Pracy. W 2008 uzyskał po raz pierwszy mandat deputowanego, pracował w sejmowym komitecie prawnym. W wyborach parlamentarnych w 2012 z powodzeniem ubiegał się o poselską reelekcję. W 2016, na kilka miesięcy przed końcem kadencji, zrezygnował z mandatu, gdy prokurator wniósł o uchylenie mu immunitetu celem przedstawienia zarzutów korupcyjnych. W 2020 ponownie został wybrany do Sejmu.